# 沧州雄狮足球俱乐部
沧州雄狮足球俱乐部（英語：Cangzhou Mighty Lions Football Club），原名石家庄永昌足球俱乐部（英语：Shijiazhuang Ever Bright Football Club，简写SJZFC），曾是中国河北省沧州市的一家足球俱乐部，中国足球超级联赛参赛球队之一，主场为滄州體育場，是河北省历史上第一支中国足球协会超级联赛参赛队伍，也是全亚洲历史上唯一一支拥有过两名亚冠金靴球员（2016年亚冠金靴阿德里亚诺、2013年亚冠金靴穆里奇）、但没有参加过亚冠比赛的足球队伍。
石家庄永昌足球俱乐部的前身是2011年2月25日成立于福建厦门的厦门骏豪足球俱乐部福建骏豪队，于当年参加2011年中国足球乙级联赛并获得南区冠军，成功冲甲。2012赛季以12胜10平8负积46分的成绩获得中甲联赛第三名。
2012年12月，河北永昌地产开发集团收购厦门骏豪足球俱乐部70%股份，并将球队主场迁移至石家庄裕彤体育国际体育中心，更名为石家庄永昌骏豪足球俱乐部，参加2013年中国足球甲级联赛并获得第8名。2013年12月，永昌地产开发集团公司收购骏豪投资30%股权，以石家庄永昌足球俱乐部的名称报名2014年的中甲联赛。在2014赛季中，石家庄永昌队在保加利亚籍主教练亚森·彼得罗夫的带领下，积57分获得中甲联赛亚军，升入2015年中国足球超级联赛。2015和2016赛季分别在中国足球超级联赛获得第7名和第16名，并于2016赛季结束后降至中国足球甲级联赛。2017赛季和2018赛季分别获得中国足球甲级联赛第3名和第6名。2019年1月，石家庄永昌与前亚冠金靴穆里奇签约，从而也成为了亚洲历史上仅有的五支累计拥有两名以上获得过亚冠金靴荣誉的球员的足球队伍之一（另外四支球队分别为广州恒大淘宝、全北现代、大阪钢巴和城南FC），也是其中唯一一支从未参加过亚冠的球队。2019年11月2日，石家庄永昌在河北奥林匹克体育中心战胜新疆雪豹纳欢队，积56分获得联赛亚军，时隔1102天回到中国足球超级联赛。2020年，石家庄永昌在赛会制的中超联赛中排名倒数第一，在一年之后降入中甲联赛。
2025年1月6日，因历史债务无缘新赛季准入，沧州雄狮官方发文宣布正式退出中国足球职业联赛舞台並解散。

## 历史
2001年1月4日，业余足球俱乐部厦门东屿行成立，球队一直活跃于由厦门市足协、福建省足协等组织的各项业余足球比赛。
2009年，球队获得福建省足球联赛的冠军。
2010年，获得在全国足球业余联赛中获得亚军。
2011年2月25日，由厦门骏豪投资有限公司、厦门东屿行进出口有限公司、厦门协晟工贸有限公司、厦门金盛鑫金属制品有限公司共同出资组建厦门骏豪足球俱乐部福建骏豪力菲克队，征战2011年中国足球乙级联赛，主场在龙岩市体育中心。获得南区冠军晋级决赛阶段比赛并最终以中乙季军的身份参加升降级附加赛。在附加赛中，通过点球决战6比5击败该赛季中甲联赛最后一名贵州智诚，获得2012年中国足球甲级联赛的参赛资格。
2012年2月，厦门骏豪足球俱乐部福建骏豪队主球场改造，福建骏豪队将2012年中国足球甲级联赛的前12个主场放在福建省奥林匹克体育中心。2012年9月23日，将主场移师晋江市体育中心。2012年10月28日，获得2012年中国足球甲级联赛季军。
2013年1月18日，中国足球协会官方网站发布《关于厦门骏豪足球俱乐部有限公司股权转让并更名为石家庄永昌骏豪足球俱乐部的公示》。河北永昌房地产开发有限公司收购俱乐部70%股份，俱乐部更名为石家庄永昌骏豪足球俱乐部，并将球队主场迁移至石家庄裕彤体育场。
2013年12月，厦门骏豪投资从俱乐部撤资，球队由石家庄永昌独立运营，将以石家庄永昌足球俱乐部的名称报名2014年的中甲联赛。
2014赛季，石家庄永昌大举投资，聘请了球队历史上第一名外教亚森·彼得罗夫，并签入了孙昊晟、黄凤涛等强援，在中甲联赛积分榜上长期位列前茅。11月1日，石家庄永昌队在当年中甲最后一轮主场与青岛海牛队的比赛中依靠读秒时刻艾蒙创造并罚进的点球以3:2战胜对手，同积57分情况下以相互间净胜球的优势力压武汉卓尔，排名2014年中甲联赛第二名，获得2015年中国足球超级联赛的参赛资格。
2015赛季，石家庄永昌聘请李霄鹏任俱乐部总经理，引入了毛剑卿、糜昊伦、关震、许博等中超级别内援，并在赛季初引入了委内瑞拉国脚隆东、赞比亚国脚穆伦加、韩国国脚赵容亨、巴西球员德芬迪四名外援，在赛季初并不被普遍看好的情况下凭借顽强的防守反击战术接连在强队身上拿分，赛季中期又引入了葡萄牙国脚鲁本·米凯尔和冰岛足坛传奇球员古德约翰森替换乔罗和德芬迪，最终在赛季末排名中超第7位。其主场裕彤国际体育中心也因当赛季中超最高上座率以及主场仅负两场的成绩获得“魔鬼主场”之称。
2016赛季，由于李霄鹏返回山东鲁能，石家庄永昌聘请李金羽担任俱乐部总经理。在2016年中国足球超级联赛中，由于前半赛季成绩不佳，主教练亚森下课，由俱乐部总经理李金羽兼任主教练，之后成绩未有起色，最终排名中超联赛第16位降入中甲。
2016年底，永昌聘请前伊朗国家队主帅阿富辛·古特比担任主教练。球队保留了马修斯和穆伦加两名外援，引入了首尔FC的前亚冠金靴阿德里亚诺，并签下了矫喆、郭胜、刘鑫瑜等内援。在2017赛季中，三名外援进球均超过了10粒，并最终获得中甲联赛第3名。赛季下半段，2016赛季受伤的外援隆东在球队参加了预备队联赛。
2018赛季，石家庄永昌在赛季初引入了塞尔维亚高中锋艾伦·梅卢诺维奇和民主刚果球员马普库，签下了曹轩、张一诺、钟纪宇、王宏宇等内援。由于上半赛季成绩不佳，主教练古特比下课，保加利亚籍前主帅亚森重返球队执教。赛季中期，球队引入了前外援隆东替换受伤后一场未上的马普库。该赛季最终获得中甲联赛第6名。
2019年1月，石家庄永昌相继签下了前中超金靴、亚冠金靴穆里奇和前中甲金靴莫雷罗，引入了郑致云、杨云、臧一锋、朴世豪等内援，并将主场迁移至河北奥林匹克体育中心。2019赛季以马修斯、穆里奇和莫雷罗组成外援阵容参加中甲联赛。赛季中旬，主教练亚森下课，前主帅阿富辛·古特比重返球队执教。
2019年11月2日，石家庄永昌在河北奥体中心35613名球迷的见证下，以2-0的比分战胜新疆雪豹纳欢队，获得2019赛季中甲联赛第二名，时隔1102天重返中超。这场比赛也是河北足球历史上到场观众人数最多的一场比赛。在该赛季，球队外援穆里奇以21球的成绩获得中甲联赛银靴，预备队获得中甲预备队联赛冠军，这也是河北职业足球历史上第一个赛事冠军荣誉。
2020年11月11日，石家庄永昌在15-16名排位赛，兩回合以1-2不敵武汉卓尔，排名中超联赛最後一位(第16位)降入中甲。
2021年1月14日，石家庄永昌迁往同省的沧州市，并正式更名为沧州雄狮足球俱乐部。3月，因江苏足球俱乐部未获中超准入资格，沧州雄狮队免于降级得以征战新赛季的中超联赛。
2025年1月6日，中国足协公布了三级联赛准入名单，沧州雄狮（中超）未在列。随后，沧州雄狮官方发文宣布无法继续征战中国足球职业联赛舞台。

## 名称&主场沿革

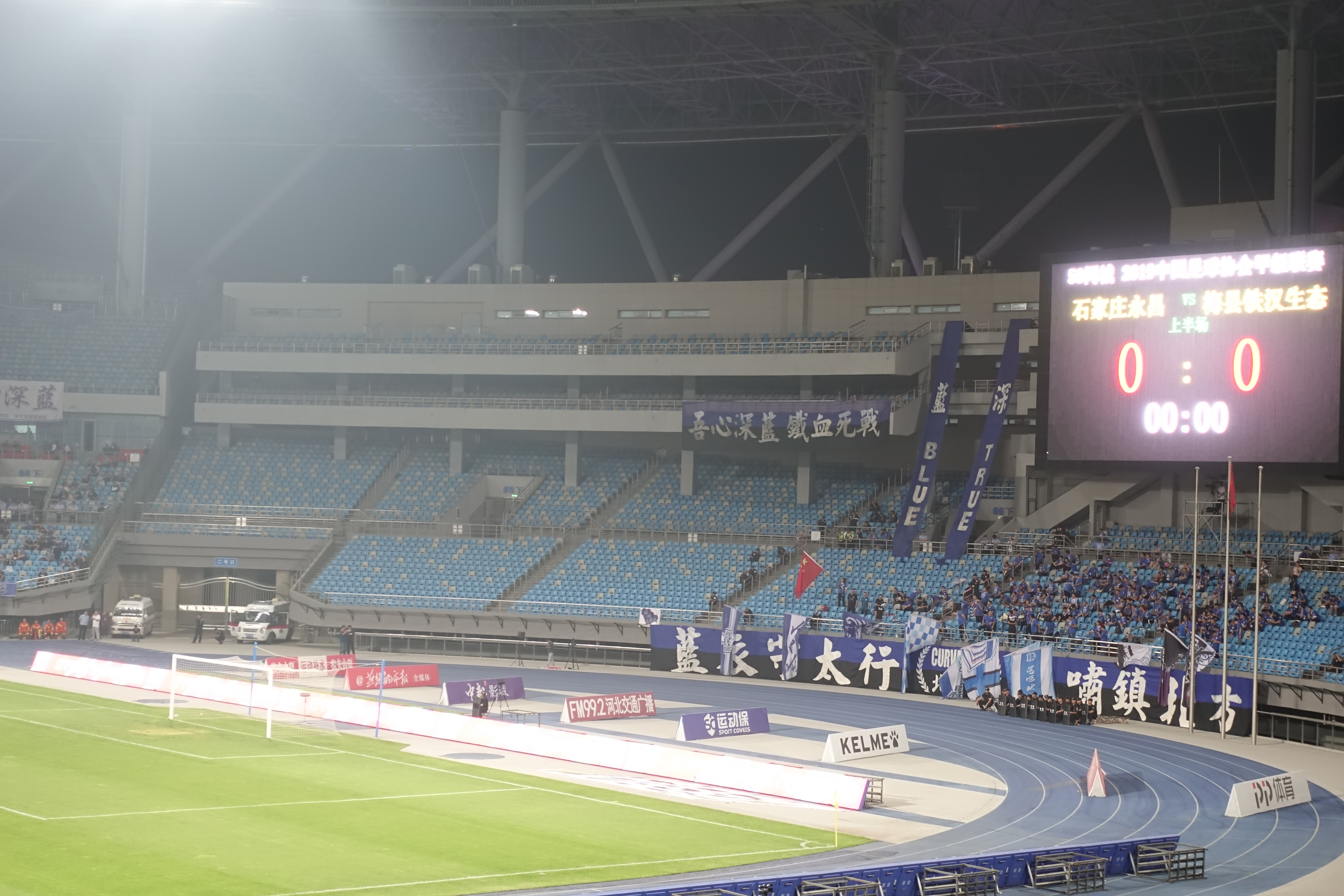
2019赛季石家庄永昌主场

2011赛季 厦门骏豪足球俱乐部福建骏豪力菲克队 龙岩市体育中心（10场）
2012赛季1-26轮 厦门骏豪足球俱乐部福建骏豪队 福建省奥林匹克体育中心（12场）
2012赛季27-30轮 厦门骏豪足球俱乐部福建骏豪队 晋江市体育中心（3场）
2013赛季 石家庄永昌骏豪足球俱乐部 石家庄裕彤体育场
2014-2018赛季 石家庄永昌足球俱乐部 石家庄裕彤体育场
2019赛季 石家庄永昌足球俱乐部 河北奥林匹克体育中心
2020赛季 石家庄永昌足球俱乐部 赛会制
2021-2022赛季 沧州雄狮足球俱乐部 赛会制
2023-赛季 沧州雄狮足球俱乐部 滄州體育場

## 历年成绩
- 2011年：中国足球乙级联赛南区冠军，中国足球乙级联赛季军
- 2012年：中国足球甲级联赛季军
- 2013年：中国足球甲级联赛第八名
- 2014年：中国足球甲级联赛亚军
- 2015年：中国足球超级联赛第七名
- 2016年：中国足球超级联赛第十六名
- 2017年：中国足球甲级联赛季军
- 2018年：中国足球甲级联赛第六名
- 2019年：中国足球甲级联赛第二名
- 2020年：中国足球超级联赛第十六名
- 2021年：中国足球超级联赛保级组第三名
- 2022年：中国足球超级联赛第十二名
- 2023年：中国足球超级联赛第十二名

## 著名球員
- 关震
- 毛剑卿
- 李春郁
- 白鹤
- 黄凤涛
- 马修斯
- 隆东
- 穆伦加
- 乔罗
- 古德约翰森
- 孫銘謙

## 俱乐部以往队徽

福建骏豪队徽（2011年-2012年）
石家庄永昌队徽（2014年）
石家庄永昌队徽（2015年）

## 外部連結
- 石家庄永昌足球俱乐部官方网站 （页面存档备份，存于）
- 石家庄永昌足球俱乐部官方微博 （页面存档备份，存于）